# Щербинина, Светлана Ивановна
Светлана Ивановна Щербинина (14 августа 1930 — 15 августа 2017) — советская и российская художница-монументалистка. Народный художник России (2012), член-корреспондент Российской Академии художеств. Лауреат премии Правительства РФ (2015). 

## Биография
Светлана Ивановна Щербинина родилась 14 августа 1930 года в Ивановской области, выросла в посёлке Петровск Ярославской области. Мать — Александра Николаевна Щербинина, работала главной хирургической сестрой в военном госпитале Петровска, была удостоена Ордена Ленина. Отец — Иван Андреевич Щербинин, был начальником связи Петровского района. Сестры отца занимались иконописью.
В 1945 году Светлана Ивановна Щербинина по окончании семилетки, бросив школу и дом поступила в Ярославское художественное училище. В 1950 году С. И. Щербинина поступила в Московский институт прикладного и декоративного искусства на факультет архитектурно- художественной керамики. Училась у Зерновой Екатерины Сергеевны. В 1956 году закончила ЛВХПУ им. В. И. Мухиной с отличием.
Светлана Ивановна скончалась 15 августа 2017 года. Похоронена на Троекуровском кладбище Москвы.

### Семья
Муж — Леонид Григорьевич Полищук (1925—2022), художник-монументалист, народный художник России, член-корреспондент Российской академии художеств.

## Творчество

Роспись «Консилиум», 1979—1988 годы

Все основные работы выполнены двумя авторами — Щербининой Светланой Ивановной и Полищуком Леонидом Григорьевичем: скульптура, станковая живопись, монументально-декоративные произведения (роспись, витраж, мозаика) для крупных общественных зданий в Москве, Уфе, Ташкенте, Сургуте и Генуе (Италия). Некоторые работы в советские годы были уничтожены (например, памятник Губкину в Сургуте, роспись «Пушкин» (1962—1965 г.г.) в Царском селе).
Произведения находятся в Государственной Третьяковской галерее, Театральном музее (Санкт-Петербург), Музее Русского Искусства Рея Джонсона в США TMORA (Миннеаполис), в частных коллекциях в России и за рубежом.

### Станковая живопись
- 1998 — «Пирамида» (3×2,16 метра)
- 1988—1990 — «Плач по афганцу» (3×3 м)
- 2000—2004 — «Предательство» (2,8×3,1 м)
- 2006—2010 — «Реквием по народу Союза Советских Социалистических республик» (3,05×4,26 м)
- 1989—1997 — «Лабиринт» (2,84×4,2 м)
- 1989—1995 — «Коляска (Мэрилин Монро)» (3×3,05 м)[6]
- 2005—2006 — «Такая разная женщина» (2,82×3,36 м)

### Витражи
- 1967—1968 — «Протяженность»[7][8] (Институт автоматики и телемеханики, Москва)
- 1970? — «Космос», «Земля в цвету», «Мужчина и Женщина» (гостиница «Интурист», Москва) (Объект культурного наследия регионального значения[9])

«Мужчина и Женщина» (гостиница «Интурист», Москва, фрагмент 1970 год

«Мужчина и Женщина» (гостиница «Интурист», Москва, фрагмент 1970 год

Витраж «Космос» созданно Полищуком Л. Г. и Щербининой С. И.

- 1971 — «Мир» (12 м2; гостиница «Интурист», Запорожье)
- 1970—1973 — «Пегас», «Победа добра над злом» (Дворец культуры химиков, Уфа)
- 1977—1978 — «Гидронавты» (74 м2; Институт океанологии, Москва)[10](Объект культурного наследия регионального значения[9])

### Мозаики

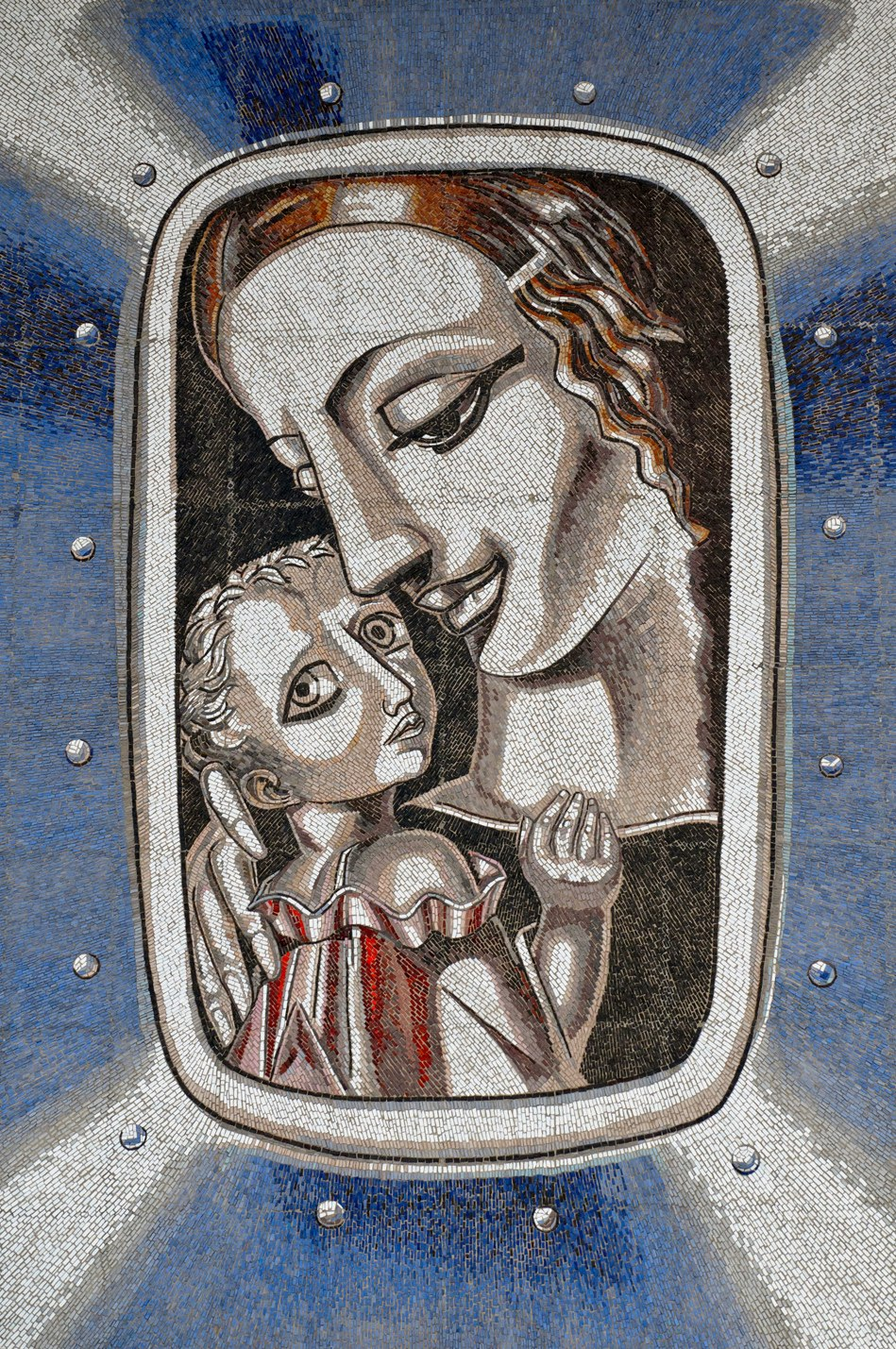
«Сургутская Мадонна»

- 1968 — «История человеческой культуры» (Дом знаний, Ташкент)[11]
- 1973—1979? — «Исцеление человека» — на здании библиотеки 2-го Московского медицинского института /> (Объект культурного наследия регионального значения[9])
- 1979 — «Сургутская Мадонна» — на фасаде аэропорта Сургута(Объект культурного наследия регионального значения)

- 1976—1977 — «Бегущая олимпийка» (Ташкент)

### Роспись
- 1979—1988 — «Консилиум» Темпера.250 м². Москва. Учебный корпус 2-го Московского медицинского института Архитекторы. В.Фурсов, Ю.Афанасьев.